# Hirtenkreuzzug von 1251
Der Hirtenkreuzzug von 1251 fand  als Teil des Sechsten Kreuzzugs statt (beziehungsweise nach englischer und französischer Zählung während des siebten Kreuzzugs). Ein zweiter Hirtenkreuzzug fand 1320 statt.
Anstelle von Hirtenkreuzzug (englisch Shepherds’ Crusade; französisch Croisade des pastoureaux) wird gelegentlich die Bezeichnung Pastorellen-Kreuzzug verwendet. Die Pastorellen (wörtlich „Hirten“, französisch pastoureaux) waren einfaches Landvolk, das den Aufrufen zu diesen Kreuzzügen folgte.

## Verlauf
In den Jahren 1249–1250 befand sich König Ludwig IX. der Heilige (Louis IX le Saint) auf dem Kreuzzug in Ägypten. Er scheiterte bei der Belagerung der Festung al-Mansura im Nordostdelta, musste sich zurückziehen und geriet am 6. April 1250 auf dem Rückweg zum fränkischen Stützpunkt Damiette in ägyptische Gefangenschaft. Als diese Nachricht im Jahr darauf Frankreich erreichte, waren sowohl Adlige als auch Bauern tief betroffen; der König war vielgeliebt und es war unvorstellbar für sie, dass solch ein frommer Mann von „Heiden“ besiegt werden konnte. Eine der unterstützenden Maßnahmen nahm in Nordfrankreich die Form einer Bauernbewegung an, angeführt von einem Mann, der lediglich als der „Meister aus Ungarn“ (frz. Maître de Hongrie) bekannt war. Er war anscheinend ein sehr alter ungarischer Mönch, der in Frankreich lebte.
Der Meister behauptete, ihm sei die Jungfrau Maria erschienen und habe ihm aufgetragen, die Schäfer (die Pastorellen, oder Pastoreaux, wie sie in Frankreich genannt wurden) von Frankreich ins Heilige Land zu führen, um Ludwig zu retten. Seine Anhänger, deren Zahl sich auf 60.000 belaufen haben soll, waren meist junges Landvolk: Männer, Frauen und Kinder aus Brabant, dem Hennegau, Flandern und der Picardie. Sie folgten ihm im Mai nach Paris, wo der Meister mit Blanka von Kastilien zusammentraf, der Mutter Ludwigs IX., die während seiner Abwesenheit regierte. Matthäus Paris dachte, er sei ein Schwindler und in Wirklichkeit einer der Führer des Kinderkreuzzugs, der früher im gleichen Jahrhundert stattgefunden hatte. Ihre Bewegung in der Stadt wurde eingeschränkt. Es war ihnen nicht erlaubt, das linke Ufer zu betreten, wo die Universität von Paris lag, da Blanka eventuell weitere Unruhen fürchtete, die mit den Studentenunruhen an der Universität von Paris im Jahr 1229 verbunden waren.
Auf jeden Fall spaltete sich die Menge der Pastorellen, nachdem sie die Stadt verlassen hatte, auf. Einige von ihnen gingen nach Rouen, wo sie den Erzbischof vertrieben und einige Priester in die Seine warfen. In Tours griffen sie Klöster an. Die anderen unter der Führung des Meisters kamen am 11. Juni in Orléans an. Hier wurden sie vom Bischof verurteilt, den sie wie auch andere Kleriker, einschließlich der Franziskaner und Dominikaner, ebenfalls angriffen. Sie kämpften auch mit Universitätsstudenten in der Stadt, was Blanka bereits für Paris befürchtet hatte. Sie zogen erst nach Amiens und dann nach Bourges, dort richtete sich ihre Angriffslust auch gegen die jüdischen Einwohner.
Blanka antwortete mit dem Befehl, die Horden zusammenzutreiben und zu exkommunizieren. Dies war leicht getan, da sie einfach ziellos in Nordfrankreich umherstreiften, aber die vom Meister angeführte Gruppe leistete außerhalb von Bourges Widerstand, und der Meister wurde in dem darauf folgenden Scharmützel getötet.
Der Kreuzzug scheint eher eine Revolte gegen die französische Kirche und den Adel gewesen zu sein, von denen angenommen wurde, sie hätten Ludwig im Stich gelassen; die Pastorellen hatten natürlich keine Vorstellung vom Schicksal Ludwigs oder von der Logistik, die mit der Unternehmung eines Kreuzzugs zu seiner Rettung verbunden war. Nachdem er zerstreut worden war, reisten einige Anhänger nach Aquitanien und England, wo es ihnen verboten war zu predigen. Andere legten ein Kreuzzugsgelübde ab und mögen sich wirklich auf den Kreuzzug gemacht haben.

## Anmerkung
1. ↑  Über ihr Ende gibt es unterschiedliche Berichte. Nach dem Beitrag der fr.wikipedia erstreckte sich die Bewegung bis nach „Rheinland-Pfalz und in den Norden Italiens. Die Unterdrückung wurde immer grausamer und einige wenige Überlebende gelangten bis nach Marseille und schifften sich nach Akkon ein, wo sie sich den Kreuzfahrern anschlossen.“ Norman Cohn schildert ihr Schicksal im Detail.